# Alessandro Nunes
Alessandro Nunes (født 2. marts 1982) er en brasiliansk fodboldspiller.